# Bitwa pod Dettingen
Bitwa pod Dettingen – starcie zbrojne, które miało miejsce 27 czerwca 1743 roku w okolicach wsi Dettingen am Main podczas austriackiej wojny sukcesyjnej. Stoczyły ją wojska brytyjsko-cesarskie (zwane Armią Pragmatyczną) z wojskami francuskimi.
Brytyjczycy pod wodzą króla Jerzego II wylądowali w lipcu 1742 roku koło Ostendy, gdzie połączyli się z oddziałami hanowerskimi, heskimi oraz z cesarskimi dowodzonymi przez generała Leopolda von Arenberga. Armia sprzymierzonych po połączeniu liczyła 36 tys. żołnierzy i dysponowała 98 działami. Na czele wojsk francuskich (26 tys. żołnierzy i 56 dział) stał marszałek de Noailles.

## Bitwa
Francuzi zamierzali zaatakować przeciwnika w okolicach rzeki Men. 27 czerwca 1743 roku kawaleria francuska przypuściła atak i początkowo odrzuciła jazdę angielską. Dostała się jednak pod gwałtowny ostrzał piechoty, który wyrządził jej znaczne straty i zmusił do odwrotu. Wtedy do walki weszli cesarscy huzarzy, którzy zepchnęli Francuzów ku rzece. Ich artyleria rozpoczęła ostrzał osłaniający odwrót swych wojsk przez Men. Za ustępującymi Francuzami wyczerpane walką wojska sprzymierzonych nie podjęły pościgu.
Łączne straty sprzymierzonych w bitwie wyniosły 757 zabitych (w tym 265 Brytyjczyków) i 1597 rannych, z braku dokładnych danych całkowite straty strony francuskiej szacowane są na 8 tysięcy ludzi.
Po bitwie podpisane zostało porozumienie dotyczące traktowania i wymiany jeńców będące prawnym zapoczątkowaniem późniejszych konwencji genewskich.

## Upamiętnienie
Z okazji zwycięstwa wojsk angielskich nad francuskimi Georg Friedrich Händel skomponował uroczyste Dettingen Te Deum (HWV283) oraz anthem The King shall rejoice (HWV 265). Obydwa utwory zostały wykonane 27 listopada 1743 roku w Kaplicy królewskiej (Chapel Royal) w Pałacu św. Jakuba (St. James’s Palace) w obecności króla Jerzego II podczas nabożeństwa dziękczynnego za szczęśliwy powrót do Anglii.